# Luigi Marchesi (disegnatore)
Luigi Marchesi (Brembio, 5 aprile 1939 – Milano, 2006) è stato un fumettista italiano noto per aver disegnato alcune delle prime storie di Diabolik e per la caratterizzazione grafica del personaggio di Eva Kant..

## Biografia
Autodidatta, iniziò giovanissimo a lavorare presso lo studio di Rinaldo d'Ami per il quale realizzò i disegni a matite di alcune serie western pubblicate dalla Casa Editrice Audace; nel 1961 realizza alcune storie a fumetti per la collana Albi dell'Intrepido editi dalla Casa Editrice Universo; l'anno successivo inizia a collaborare con la casa editrice Astorina scrivendo e disegnando le avventure di Dick il Giustiziere, pubblicato in appendice all'edizione italiana della serie del personaggio di Big Ben Bolt. Per la Casa Editrice Astoria di Gino Sansoni disegna alcuni episodi dell'Alboromanzo vamp.
Nel 1963 Angela e Luciana Giussani, creatrici di Diabolik, lo ingaggiarono come disegnatore ufficiale della serie e con il compito di dare una definitiva immagine grafica al personaggio, eliminando quel dilettantismo e approssimazione che era apparso nelle prime tavole dei primi numeri; realizzò quindi il terzo albo della serie Diabolik e altri quattro pubblicati sempre nel 1963 e, nel 1964, venne incaricato di ridisegnare anche i primi due numeri per le successive ristampe in quanto le due autrici non erano soddisfatte di come erano stati disegnati. Durante questa collaborazione per la serie Diabolik, oltre che come disegnatore, collaborò alla caratterizzazione dei personaggi realizzando un primo restyling del protagonista, ispirandosi all'amico d'infanzia e compaesano Angelo Polenghi per il taglio leggermente orientale degli occhi del protagonista mentre per Eva Kant si ispirò alle sembianze di Grace Kelly e alle acconciature di sua moglie.
Nel 1964 tornò a lavorare per la Universo e poi di nuovo per lo Studio D'Ami. Nel 1965 viene assunto come grafico alla Mondadori interrompendo definitivamente la sua carriera come autore di fumetti.
Morirà per un infarto nel 1993, a Milano.

## Riconoscimenti
Dal 21 al 28 marzo 2009 si è tenuta a Brembio la mostra "Gino Marchesi: l'uomo che diede un volto a Eva Kant" in cui è stata esposta tutta la sua produzione artistica con tavole originali, pitture e sculture.

## Opere
Fumetti
- La pattuglia dei bufali, Edizioni Audace, 1957
- Albi dell'Intrepido, Universo. 1961
- Dick il Giustiziere, Albo Okey - Super Albo Big Ben, Astorina, 1962[10]

- Alboromanzo vamp, casa editrice Astoria, 1963
- Diabolik n. 3 "L'arresto di Diabolik" 1963
- Diabolik n. 4 "Atroce vendetta" 1963
- Diabolik n. 7 "Terrore sul mare" 1963
- Diabolik n. 8 "Sepolto vivo" 1963
- Diabolik n. 9 "Il treno della morte" 1963
- Diabolik n. 1 "Il re del terrore", riedizione, 1964
- Intrepido, Editrice Universo,1965